# Yang Shaohui
Yang Shaohui (chinesisch 杨绍辉, * 9. Juli 1992) ist ein chinesischer Leichtathlet, der sich auf den Langstreckenlauf spezialisiert hat.

## Sportliche Laufbahn
Yang Shaohui startete 2012 in ersten Wettkämpfen über die Langstreckendistanzen 5000 und 10.000 Meter auf nationaler Ebene. 2014 lief er in Peking seinen ersten Marathon und belegte in 2:20:21 h den siebten Platz. 2015 nahm er über 5000 Meter zum ersten Mal an den chinesischen Meisterschaften teil, konnte allerdings keine vordere Platzierung erreichen. 2017 startete er im November bei den Marathon-Asienmeisterschaften in seiner Heimat. Dabei belegte er mit neuer Bestzeit von 2:16:59 h den siebten Platz. 2019 belegte er mit neuer Bestzeit von 2:14:03 h den vierten Platz bei den chinesischen Meisterschaften im Marathon. Anfang Oktober nahm er bei den Weltmeisterschaften in Doha an seinem ersten Wettkampf außerhalb seines Heimatlandes überhaupt teil. Dort lief er im Marathon die zweitschnellste Zeit seiner Karriere und belegte am Ende den 20. Platz. 2021 wurde Yang im April mit neuer Bestzeit von 2:11:19 h chinesischer Vizemeister im Marathon. Später im August trat er bei den Olympischen Sommerspielen in Tokio an. Dort belegte er am Ende den 19. Platz. Anfang Dezember siegte er beim Marathon von Macau. 2022 trat er in Eugene zum zweiten Mal bei den Weltmeisterschaften an. Dort belegte er den 31. Platz. Ende November siegte er beim Shanghai-Marathon. 2023 lief Yang im März beim Marathon von Wuxi in 2:07:49 h eine neue Bestzeit. Er ist damit für die Weltmeisterschaften im August in Budapest qualifiziert.

## Wichtige Wettbewerbe
| Jahr                            | Veranstaltung                   | Ort                             | Platz                           | Disziplin                       | Zeit                            |
| Startet für Volksrepublik China | Startet für Volksrepublik China | Startet für Volksrepublik China | Startet für Volksrepublik China | Startet für Volksrepublik China | Startet für Volksrepublik China |
| ------------------------------- | ------------------------------- | ------------------------------- | ------------------------------- | ------------------------------- | ------------------------------- |
| 2019                            | Weltmeisterschaften             | Doha                            | 20.                             | Marathon                        | 2:15:17 h                       |
| 2021                            | Olympische Sommerspiele         | Tokio                           | 19.                             | Marathon                        | 2:14:58 h                       |
| 2022                            | Weltmeisterschaften             | Eugene                          | 31.                             | Marathon                        | 2:11:56 h                       |

## Persönliche Bestleistungen
Freiluft
- Halbmarathon: 1:05:26 h, 21. April 2019, Yangzhou
- Marathon: 2:07:49 h, 19. März 2023, Wuxi